# エックスゲームズ
エックスゲームズ（X Games）は、いろいろな種類のエクストリームスポーツを集め、夏と冬の年2回開催されるスポーツ競技大会である。アメリカのケーブルテレビネットワークであるESPNによって開催され、アメリカを中心に全世界でテレビ放送される。競技は分類やスタイルによって多種に分けられており、その中で選手たちは金、銀、銅メダルを目指して戦う。アメリカ以外で行われるものとして、Asian X Games、Europian X Games 、Latin X Games もある。
夏季大会Summer X Gamesは8月に 、冬季大会Winter X Gamesは1月または2月に開催される。特に冬の大会では、X Gamesに出場するため同時期に行われる国際スキー連盟主催のスノーボード・ワールドカップやフリースタイルスキー・ワールドカップへは出場しない強豪選手もおり、競技によってはX Gamesが最高位の格付けと見なされている。開催地は2、3年ごとに変更され、競技種目も年々変化する。男子種目が多いが女子種目もある。

## 歴史
1994年に、X Gamesの前身であるExtreme Games（エクストリームゲームズ）が開催された。翌年にはX Gamesと名前を変えて第1回大会（夏季大会）が行われ、この大会はエクストリームスポーツを世の中に知らしめた。さらに、大会と選手たちの名声は、回を重ねるごとにX Gamesをより大規模でレベルの高いものにし、記録更新と妙技が連発するショーケースのようになった。また同時に繰り広げられるバンド演奏は、大会をフェスティバルのような雰囲気にして盛り上げている。過去にはアジア、メキシコともに（夏季大会）を開催、フランスティーニュ（冬季大会）でも開催実績がある。
2016年2月にはノルウェーのオスロで開催されることが発表、実施競技はスノーボード（男女ビッグエア、男女ハーフパイプ）、スキー（男女ビッグエア、男女ハーフパイプ）、スケートボード（男女ストリート）。スケートボードのウインターシーズンの実施は史上初。

## 日本での状況
欧米だけでなく、現在ではアジア地域においても大変な人気を得ているが（X Games Asiaは上海で開催）、日本のテレビ局ではNHK BS1が不定期に放映する程度であり、日本での認知度は小さい。そのため安床栄人・武士兄弟、相原裕介など世界的な日本人選手が無名なこともある。
日本ではESPNの日本放送が終了しているためネット経由で受信するか、ニコニコ動画の「X Gamesチャンネル」での視聴となる。
2014年以降Winter X Games大会はTBSで、Summer X GamesはTBSチャンネルで放送される。
2022年4月22日から3日間、日本で初めて「X Games Chiba 2022」が千葉県千葉市美浜区の千葉マリンスタジアム（ZOZOマリンスタジアム）で行われた。テレビ・インターネット中継は日本テレビグループの放送媒体や動画配信サービス（地上波・BS日テレ・日テレジータス・Hulu）が担当した。
2023年もZOZOマリンスタジアムで行われた。
2024年は9月20日から3日間、千葉市で行われる。前年に雨天中止が発生したため、屋内施設である幕張メッセで開催する。
2025年は6月20日から3日間、大阪府大阪市西区の大阪ドーム（京セラドーム大阪）にて開催する。西日本での開催は初めてとなる。

## 開催種目

### Summer X Games
- BMX
  - フリースタイル・ヴァート
  - フリースタイル・パーク
  - フリースタイル・ビッグエア
  - フリースタイル・ストリート
- モトX
  - フリースタイル
  - ステップアップ
  - アダプティブ
  - ベストトリック
  - ベストウィップ
  - レーシング
  - スーパーモト（男子、女子）
- ラリー
  - レーシング
  - スーパーラリー
- スケートボーディング
  - ビッグエア
  - ストリート（男子、女子）
  - ヴァート（男子、女子）
  - ヴァート・ベストトリック
  - パーク
  - パーク・レジェンド

#### 過去に行われていた種目
- BMX
  - スタント・ダート
  - スタント・フラットランド
- アグレッシブインラインスケート
  - ヴァート
  - ヴァート・トリプルス
  - ダウンヒル（男子、女子）
  - ストリート（男子、女子）
- スケートボーディング
  - ヴァート・ダブルス
- サーフィン
  - ザ・ゲーム
- ウェイクボード（男子、女子）
- ベアフット・ジャンプ
- スポーツクライミング（難度、スピード）
- スカイサーフィン
- ストリートリュージュ
  - デュアル
  - マス
  - スーパーマス

### Winter X Games
- スキー
  - スキーヤーX（男子、女子）
  - スロープスタイル
  - スーパーパイプ
  - ビッグエア（廃止→再開）

- チェアスキー
  - モノスキーヤーX(男子のみ)

- スノーボーディング
  - スロープスタイル（男子、女子）
  - スノーボーダーX（男子、女子）
  - スーパーパイプ（男子、女子）
  - ビッグエア（廃止→再開）

※ビッグエアは2010年からルールが変更され、予選・決勝ラウンド共に15分のジャムセッション制となった。
- スノーモービル
  - スノークロス
  - フリースタイル
  - ベストトリック
  - スピード&スタイル
  - ノックアウト(2010年のみ)・・・キッカーからの飛距離を競う。

### X Games Oslo
- スケートボーディング
  - ストリート（男子、女子）
- スノーボード
  - スーパーパイプ（男子、女子）
  - ビッグエア（男子、女子）
- スキー
  - スーパーパイプ（男子、女子）
  - ビッグエア（男子、女子）

### その他
- リアルシリーズ
  - リアルスキー（バックカントリー）
  - リアルモト
  - リアルストリート
  - リアルスノー（バックカントリー）

※動画配信によるインターネット投票で勝敗を決める。

## X Gamesの歩み

### Summer X Games
- 1994年 First Extreme Games, ロードアイランド州
- 1995年 X Games I - ロードアイランド州ニューポート、バーモント州マウントスノー
  - 観客動員数 198,000人
- 1996年 X Games II - ロードアイランド州ニューポート
  - 観客動員数 200,000人
- 1997年 X Games III - カリフォルニア州サンディエゴ
  - 観客動員数 221,200人
- 1998年 X Games IV - カリフォルニア州サンディエゴ
  - 観客動員数 233,000人
- 1999年 X Games V - カリフォルニア州サンフランシスコ30桟橋、32桟橋 
  - インラインスケートのヴァート競技に安床武士が史上最年少の11歳6ヶ月で初出場を果たす。この記録は現在も破られていない。
  - 観客動員数 275,000人
  - スケートボードのベストトリック競技で、トニー・ホークが大会史上初の900度回転（2回転半）の技を成功させ、圧倒的な差をつけて優勝した。
  - インラインスケートの女子ヴァート競技で川崎鮎美が、同男子で安床栄人が、女子ストリートでは矢部さやかがそれぞれ初優勝。
- 2000年 X Games VI - カリフォルニア州サンフランシスコ30桟橋、32桟橋
  - インラインスケートのヴァート競技で、安床栄人、安床武士の安床ブラザーズが初の1,2フィニッシュ。兄弟の1,2フィニッシュは歴史上初。安床栄人は史上初の1080度回転のフラットスピン技「カリフォルニアロール」を成功させる。
- 2001年 X Games VII - ペンシルベニア州フィラデルフィア ：ファースト・ユニオン・センター
  - 観客動員数 235,000人
- 2002年 X Games VIII - ペンシルベニア州フィラデルフィア ：ファースト・ユニオン・センター
  - インラインスケートのヴァート競技で、安床武士が初優勝。
- 2003年 X Games IX - カリフォルニア州ロサンゼルス ：ステイプルズ・センター
  - インラインスケートのヴァート競技で、安床栄人、安床武士の安床ブラザーズが2度目の1,2フィニッシュ。
- 2004年 X Games X - カリフォルニア州ロサンゼルス：ステイプルズ・センター
  - スケートボード・ビッグエア競技が導入された。
- 2005年 X Games XI - カリフォルニア州ロサンゼルス ：ステイプルズ・センター
  - 2009年までサマーXゲームズはカリフォルニア州で行われることが決定した。
- 2006年 X Games XII - カリフォルニア州ロサンゼルス ：ステイプルズ・センター、ホーム・デポ・センター、ロングビーチ・マリーン・スタジアム
  - モトXのベストトリック競技で、トラビス・パストラーナが史上初のダブルバックフリップ（後方2回宙返り）を成功させた。
- 2007年 X Games XIII - カリフォルニア州ロサンゼルス ：ステイプルズ・センター、ホーム・デポ・センター、ロングビーチ・マリーン・スタジアム
- 2008年 X Games XIV - カリフォルニア州ロサンゼルス
- 2009年 X Games XV - カリフォルニア州ロサンゼルス ：ステイプルズ・センター、ホーム・デポ・センター
- 2010年 X Games XVI - カリフォルニア州ロサンゼルス ：ステイプルズ・センター、L.A.ライブ、ロサンゼルス・メモリアル・コロシアム

- 2016年 X Games テキサス州オースティン:
  - スケートボードパークで中村貴咲がアジア人として初優勝。

- 2017年 X Games ミネソタ州ミネアポリス：
  - スケートボードヴァートで芝田元がアジア人として初優勝
  - スケートボードストリート女子で西村碧莉がアジア人として初優勝

- 2018年 X Games ミネソタ州ミネアポリス：
  - スケートボードヴァートで芝田元が2位
  - スケートボードストリート女子で西村碧莉が2位
  - スケートボードパーク女子で四十住さくらが3位
  - スケートボードストリートでKeyaki Ikeが2位

- 2019年 X Games ミネソタ州ミネアポリス：
  - スケートボードストリートで堀米雄斗がアジア人として初優勝
  - スケートボードストリート女子で西村碧莉が優勝 西矢椛が2位
  - スケートボードパーク女子で岡本碧優が優勝 開心那が2位

- 2021年 X Games
  - スケートボードパーク女子でスカイ・ブラウンが優勝

- 2022年 X Games
  - スケートボードストリート女子で西矢椛が優勝 織田夢海が3位
  - スケートボードパーク女子でスカイ・ブラウンが優勝 四十住さくらが2位 開心那が3位

### X Games Asia
- 1998年 Asian X Games タイ：プーケット
- 1999年 Asian X Games タイ：プーケット
- 2000年 Asian X Games タイ：プーケット
- 2002年 Asian X Games マレーシア：クアラルンプール
- 2003年 Asian X Games マレーシア：クアラルンプール
- 2004年 Asian X Games マレーシア：クアラルンプール
- 2005年 Asian X Games 韓国：ソウル
- 2006年 Asian X Games マレーシア：クアラルンプール
- 2007年 X Games Asia 中国：上海
- 2008年 X Games Asia 中国：上海
- 2009年 X Games Asia 中国：上海
- 2010年 X Games Asia 中国：上海
- 2011年 X Games Asia 中国：上海
- 2012年 X Games Asia 中国：上海
- 2013年 Kia X treme Games 中国：上海
- 2014年 Kia X treme Games 中国：上海
- 2015年 Kia X treme Games 中国：上海
- 2019年 Kia X treme Games 中国：上海
  - 男子スケートボードストリート 3位堀米雄斗

- 2022: X Games Japan Chiba 2022
  - 男子スケートボードヴァート 2位 芝田モト（芝田元）
  - 男子スケートボードストリート 1位 堀米雄斗 2位 池田大暉 3位 白井空良
  - 女子スケートボードストリート 2位 中山楓奈
  - 女子スケートボードパーク　1位 四十住さくら 2位 開心那 3位 手塚まみ
  - BMX フラットランド 1位 早川起生

- 2023: X Games Japan Chiba 2023
  - 男子スケートボードストリート 1位 小野寺吟雲
  - 女子スケートボードストリート 2位 西矢椛 3位 赤間凛音
  - 女子スケートボードパーク 1位 開心那 3位 藤井雪凛
  - BMX フラットランド 1位 片桐悠
  - 男子スケートボードヴァート 2位 芝田モト（芝田元）

### Winter X Games
- 1997年 Winter X Games I - カリフォルニア州ビッグベアレイク スノーサミットマウンテンリゾート
  - 観客動員数 38,000人
- 1998年 Winter X Games II - コロラド州クレステッドビュート
  - 観客動員数 25,000人
- 1999年 Winter X Games III - コロラド州クレステッドビュート
  - 観客動員数 30,000人以上
- 2000年 Winter X Games IV - バーモント州マウントスノー
  - 観客動員数 83,500人
- 2001年 Winter X Games V - バーモント州マウントスノー
  - 観客動員数 50,000人以上、ウルトラクロスで瀧澤宏臣が優勝。
- 2002年 Winter X Games VI - コロラド州アスペン
- 2003年 Winter X Games VII - コロラド州アスペン
- 2004年 Winter X Games VIII - コロラド州アスペン
- 2005年 Winter X Games IX - コロラド州アスペン
- 2006年 Winter X Games X - コロラド州アスペン、スノーマス バターミルクマウンテン
- 2007年 Winter X Games XI - コロラド州アスペン、スノーマス バターミルクマウンテン
- 2008年 Winter X Games XII - コロラド州アスペン
  - スノーボードスーパーパイプで青野令が準優勝。
- 2009年 Winter X Games XIII - コロラド州アスペン
  - スキークロスで瀧澤宏臣が準優勝。
- 2010年 Winter X Games XIV - コロラド州アスペン
  - スノーボードスーパーパイプにて、ショーン・ホワイトが史上初となるダブルマックツイスト1260を成功させる、また國母和宏が3位。
  - スキービッグエアでは、ボビー・ブラウンがスイッチダブルミスティー1440、TJシラーがダブルコーク1620を成功させる。(共に史上初)
- 2011年 Winter X Games XV - コロラド州アスペン
  - スノーボードビッグエアにて、トースタイン・ホグモが史上初となるトリプルコーク1440を成功させる。
- 2012年 Winter X Games XVI - コロラド州アスペン
  - スノーボードスーパーパイプにて、ショーン・ホワイトが史上初のパーフェクトスコア（100点満点）を記録する、青野令が3位。
  - スノーモービルベストトリックにて、ヒース・フリスビーが史上初となるフロントフリップを成功させる。
- 2013年 Winter X Games XVII - コロラド州アスペン
  - スノーボードスーパーパイプで平野歩夢が準優勝。
- 2014年 Winter X Games XVIII - コロラド州アスペン
  - スノーボードビックエアで角野友基が準優勝。
- 2015年 Winter X Games XIX - コロラド州アスペン
  - スキースーパーパイプで小野塚彩那が準優勝、またスノーボードスーパーパイプで平岡卓が準優勝、スノーボードビッグエアで角野友基が3位。
- 2016年 Winter X Games XX - コロラド州アスペン
  - 一部の競技を除き予選なしの決勝のみで行われた。スノーボードビッグエアでマックス・パロットが史上初となるトリプルコーク1800を成功させる。スキースーパーパイプで小野塚彩那が準優勝、またスノーボードビッグエアで角野友基が3位。スノーボードスーパーパイプでは大雪のために2回目の途中でキャンセルとなり1回目の結果までで勝敗が決まった。
- 2017年 Winter X Games XXI - コロラド州アスペン
  - スノーボードビッグエアでマックス・パロットが史上初となるクアッドコークアンダーフリップを成功させる。マーカス・クリーブランドが史上初となるクアッドコーク1800を成功させる。スキースーパーパイプで小野塚彩那が準優勝。

- 2018年 Winter X Games XXII - コロラド州アスペン
  - スノーボードビッグエア 角野友基 3位
  - スノーボードビッグエア女子 岩渕麗楽 準優勝
  - スノーボードスーパーパイプ 平野歩夢 優勝

- 2019年 Winter X Games XXIII - コロラド州アスペン
  - スノーボードビッグエア 大塚健 優勝
  - スノーボードスーパーパイプ 戸塚優斗 準優勝

- 2020年 Winter X Games XXIV - コロラド州アスペン
  - スノーボードスーパーパイプ 戸塚優斗 準優勝
  - スノーボードビッグエア女子 鬼塚雅 優勝 村瀬心椛 準優勝 岩渕麗楽 3位
  - スノーボードスロープスタイル女子 村瀬心椛 3位
  - スノーボードスーパーパイプ女子 今井胡桃 準優勝 松本遥奈 3位

- 2021年 Winter X Games XXV - コロラド州アスペン
  - スノーボードスーパーパイプ 戸塚優斗 優勝
  - スノーボードスーパーパイプ女子 松本遥奈 3位
  - スノーボードビッグエア女子 鬼塚雅 準優勝

- 2022年 Winter X Games XXVI - コロラド州アスペン
  - スノーボードスーパーパイプ 平野歩夢 準優勝 平野海祝 3位
  - スノーボードスーパーパイプ女子 冨田せな 優勝 松本遥奈 3位
  - スノーボードビッグエア女子 鬼塚雅 3位

- 2023年 Winter X Games XXVII - コロラド州アスペン
  - スノーボードビッグエア 大塚健 準優勝
  - スノーボードビッグエア女子 岩渕麗楽 優勝
  - スノーボードスロープスタイル女子 村瀬心椛 3位

### Winter X Games Europe
- 2010年 X Games Europe - ティーニュ
- 2011年 X Games Europe - ティーニュ
- 2012年 X Games Europe - ティーニュ
- 2013年 X Games Europe - ティーニュ
  - スノーボードスーパーパイプで平岡卓が3位。

### X Games Oslo
- 2016年 X Games Oslo - オスロ
  - スノーボードスーパーパイプではクロエ・キムが女性では史上初のバックtoバック1080を成功させ優勝、平野歩夢が優勝。スノーボードビッグエアで角野友基が優勝。スキースーパーパイプで小野塚彩那が3位。
- 2018年 X Games Oslo - オスロ
  - スノーボードビッグエアで村瀬心椛が女性では史上初のバックサイドダブルコーク1260を成功させ優勝、大塚健が優勝。

- 2019年 X Games Oslo - オスロ
  - スノーボードビッグエア女子 村瀬心椛 準優勝

- 2020年 X Games Oslo - オスロ
  - スノーボードスロープスタイル女子 村瀬心椛 準優勝